# L'uomo che mangiava il fuoco
L'uomo che mangiava il fuoco (The Fire-Eaters) è un romanzo per ragazzi scritto da David Almond, pubblicato nel 2003, nello stesso anno ha vinto il premio Whitbread Children's Book of the Year Award. In Italia è uscito nel 2006, edito da Mondadori.

## Trama
Robert "Bobby" Burns, durante gli ultimi giorni di vacanza che lo separano dall'inizio scolastico alla severa scuola privata del Sacro Cuore, conosce McNulty, un mangiafuoco ed escapologo vagabondo. Quando racconta ai genitori di questo stravagante figuro, scopre che McNulty è stato compagno d'ami col padre durante la campagna della Birmania (1942-1945), al ritorno della quale è impazzito.
Intanto ricomincia la scuola e Bobby deve sopportare la crudeltà delle punizioni corporali inflitte agli alunni dagli insegnanti. A queste violenze si leva solo un ragazzo trasferitosi da poco nel paese di Bobby, Daniel. Insieme, i due organizzano una protesta con un'azione di denuncia che mette a nudo il sadismo dell'insegnante-aguzzino più feroce.
Nello stesso periodo il signor Burns, padre di Bobby, si ammala e le sue condizioni fisiche peggiorano visibilmente giorno dopo giorno senza che i medici ne riescano a trovare la causa; ad aggravare la situazione vi sono anche i notiziari che riportano in tempo reale il climax di tensioni fra Stati Uniti e Russia alla vigilia della crisi missilistica di Cuba.

## Personaggi
- Robert "Bobby" Burns
- Ailsa Spink: orfana di madre e perciò divenuta precocemente donna e padrona di casa Spink. L'indole indipendente e decisa l'hanno portata a maturare la decisione di non seguitare l'istruzione alla scuola superiore. Grande amica d'infanzia di Bobby, ha un debole per il ragazzo.
- Joseph Connor: un ragazzo sedicenne cresciuto nella strada. Sebbene mostri una scorza "dura" da ragazzo rozzo e rustico, è in realtà capace di un affetto ed una stima sinceri nei confronti dei propri cari; è legato a Bobby da un'amicizia risalente ai tempi d'infanzia.
- Daniel Gower: figlio di due docenti universitari, trasferitosi controvoglia a Keely Bay dal Kent. Nonostante la giovane età nutre un interesse particolare per la politica e l'attivismo sociale - come dimostra la sua sensibilità per la campagna per il disarmo nucleare; coltiva, inoltre, una passione per la fotografia, trasmessagli dai genitori.
- McNulty: artista di strada vagabondo. La traumatica esperienza di guerra in Birmania l'ha reso incapace di riprendere qualsiasi attività sociale, abbandonandolo in uno stato di amnesia e delirio ricorrenti.

## Edizioni
- David Almond, L'uomo che mangiava il fuoco., traduzione di Maria Bastanzetti, illustrazione di copertina di Quint Buchholz, Milano, Mondadori, 2006,  p. 207, ISBN 88-04-55956-X.